# Lijst van voetbalinterlands India - Sri Lanka
Deze lijst van voetbalinterlands is een overzicht van alle officiële voetbalinterlands tussen de nationale teams van India en Sri Lanka (heette tot 1972 Ceylon). De landen hebben tot nu toe 21 keer tegen elkaar gespeeld. De eerste ontmoeting, een vriendschappelijke wedstrijd, werd gespeeld in Colombo op 1 december 1952. Het laatste duel, een wedstrijd tijdens de Zuid-Azië Cup 2021, werd gespeeld op 7 oktober 2021 in Malé (Maldiven).

## Wedstrijden
| №  | Plaats     | Datum             | Competitie                  | Wedstrijd         | Uitslag |
| -- | ---------- | ----------------- | --------------------------- | ----------------- | ------- |
| 1  | Colombo    | 1 december 1952   | Vriendschappelijk           | Ceylon − India    | 0 − 2   |
| 2  | Rangoon    | 1 december 1953   | Vriendschappelijk           | India − Ceylon    | 1 − 0   |
| 3  | Calcutta   | 18 december 1954  | Vriendschappelijk           | India − Ceylon    | 1 − 1   |
| 4  | Dhaka      | 1 december 1955   | Vriendschappelijk           | India − Ceylon    | 4 − 3   |
| 5  | Islamabad  | 25 oktober 1989   | Zuid-Aziatische Spelen 1989 | India − Sri Lanka | 2 − 1   |
| 6  | Lahore     | 16 juli 1993      | Zuid-Azië Cup 1993          | India − Sri Lanka | 2 − 0   |
| 7  | Dhaka      | 22 december 1993  | Zuid-Aziatische Spelen 1993 | Sri Lanka − India | 0 − 2   |
| 8  | Colombo    | 29 maart 1995     | Zuid-Azië Cup 1995          | Sri Lanka − India | 2 − 2   |
| 9  | Colombo    | 2 april 1995      | Zuid-Azië Cup 1995          | Sri Lanka − India | 1 − 0   |
| 10 | Chennai    | 23 december 1995  | Zuid-Aziatische Spelen 1995 | India − Sri Lanka | 1 − 0   |
| 11 | Doha       | 24 september 1996 | WK 1998 kwalificatie        | Sri Lanka − India | 1 − 1   |
| 12 | Colombo    | 19 november 1998  | Vriendschappelijk           | Sri Lanka − India | 2 − 2   |
| 13 | Colombo    | 21 november 1998  | Vriendschappelijk           | India − Sri Lanka | 3 − 2   |
| 14 | Abu Dhabi  | 27 november 1999  | Azië Cup 2000 kwalificatie  | Sri Lanka − India | 1 − 3   |
| 15 | Malé       | 5 mei 2000        | Vriendschappelijk           | India − Sri Lanka | 0 − 1   |
| 16 | Dhaka      | 14 januari 2003   | Zuid-Azië Cup 2003          | India − Sri Lanka | 1 − 1   |
| 17 | New Delhi  | 26 augustus 2009  | Vriendschappelijk           | India − Sri Lanka | 3 − 1   |
| 18 | New Delhi  | 7 december 2011   | Zuid-Azië Cup 2011          | India − Sri Lanka | 3 − 0   |
| 19 | Trivandrum | 25 december 2015  | Zuid-Azië Cup 2015          | India − Sri Lanka | 2 − 0   |
| 20 | Dhaka      | 5 september 2018  | Zuid-Azië Cup 2018          | India − Sri Lanka | 2 − 0   |
| 21 | Malé       | 7 oktober 2021    | Zuid-Azië Cup 2021          | India − Sri Lanka | 0 − 0   |

## Samenvatting
| Competitie             | Totaal gespeeld | Winst India | Gelijk | Winst Sri Lanka | Doelsaldo India – Sri Lanka |
| ---------------------- | --------------- | ----------- | ------ | --------------- | --------------------------- |
| WK-kwalificatie        | 1               | 0           | 1      | 0               | 1 − 1                       |
| Azië Cup-kwalificatie  | 1               | 1           | 0      | 0               | 3 − 1                       |
| Zuid-Azië Cup          | 8               | 4           | 3      | 1               | 12 − 4                      |
| Zuid-Aziatische Spelen | 3               | 3           | 0      | 0               | 5 − 1                       |
| Vriendschappelijk      | 8               | 5           | 2      | 1               | 16 − 10                     |
| Totaal                 | 21              | 13          | 6      | 2               | 37 − 17                     |

AIFF · A-Internationals · Bondscoaches · Statistieken · Olympisch elftal · Indiaas vrouwenelftal · India U21 · India U20 · India U19 · India U18 · India U17
1930 – 1949 · 
1950 – 1959 · 
1960 – 1969 · 
1970 – 1979 · 
1980 – 1989 · 
1990 – 1999 · 
2000 – 2009 · 
2010 – 2019 ·
2020 − 2029
Afghanistan ·
Argentinië ·
Australië ·
Azerbeidzjan · 
Bahrein ·
Bangladesh ·
Bhutan ·
Brunei ·
Cambodja ·
China ·
Curaçao ·
Fiji ·
Filipijnen ·
Finland ·
Ghana ·
Guam ·
Guyana ·
Hongarije ·
Hongkong ·
IJsland ·
Indonesië ·
Irak ·
Iran ·
Israël ·
Jamaica ·
Japan ·
Jemen ·
Jordanië ·
Kameroen ·
Kenia ·
Kirgizië ·
Koeweit ·
Laos ·
Libanon ·
Macau ·
Malediven ·
Maleisië ·
Marokko ·
Mauritius ·
Mongolië ·
Myanmar ·
Namibië ·
Nepal ·
Nieuw-Zeeland ·
Noord-Korea ·
Oezbekistan ·
Oman ·
Pakistan ·
Palestina ·
Peru ·
Polen ·
Puerto Rico ·
Qatar ·
Saint Kitts en Nevis ·
Saoedi-Arabië ·
Singapore ·
Sovjet-Unie ·
Sri Lanka ·
Suriname ·
Syrië ·
Tadzjikistan ·
Taiwan ·
Thailand ·
Trinidad en Tobago ·
Turkmenistan ·
Uruguay ·
Vanuatu ·
Verenigde Arabische Emiraten ·
Vietnam ·
Wit-Rusland ·
Zambia ·
Zuid-Korea ·
Zuid-Vietnam
FSL ·
A-internationals ·
Sri Lankaans vrouwenelftal
Afghanistan ·
Bahrein ·
Bangladesh ·
Bhutan ·
Brunei ·
Cambodja ·
China ·
DDR ·
Filipijnen ·
Guam ·
Hongkong ·
India ·
Indonesië ·
Irak ·
Iran ·
Japan ·
Jemen ·
Jordanië ·
Kirgizië ·
Laos ·
Libanon ·
Macau ·
Malediven ·
Maleisië ·
Mongolië ·
Myanmar ·
Nepal ·
Noord-Korea ·
Oezbekistan ·
Oman ·
Pakistan ·
Palestina ·
Papoea-Nieuw-Guinea ·
Qatar ·
Saoedi-Arabië ·
Seychellen ·
Singapore ·
Soedan ·
Syrië ·
Tadzjikistan ·
Taiwan ·
Thailand ·
Turkmenistan ·
Verenigde Arabische Emiraten ·
Vietnam ·
Zuid-Korea